# 维生素

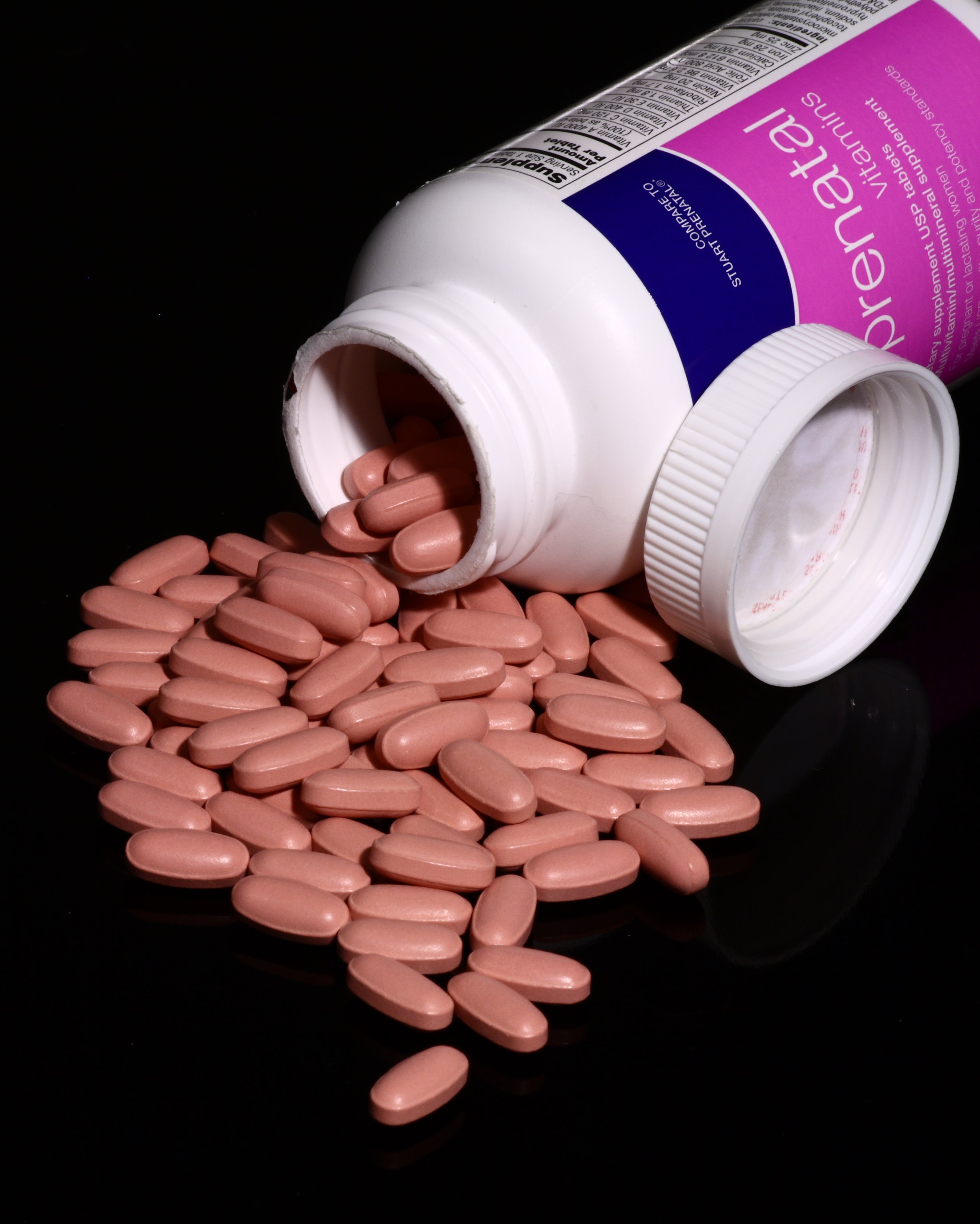
製成藥丸的孕婦用維生素

维生素，又稱维他命，是一系列有机化合物的统称。它们是生物体所需要的微量营养成分，而一般又无法由生物体自己生产，需要通过饮食等手段获得。
维生素不能像醣类、蛋白质及脂肪那样可以產生能量，但會对生物体的新陳代谢起調節作用。缺乏维生素会导致严重的健康问题；適量攝取維生素可以保持身體強壯健康；過量攝取維生素卻會導致中毒。

## 名称
维生素（Vitamin）这个词是波兰化学家卡西米尔·冯克於1912年最先提出的，是由拉丁文的生命（Vita）和氨（-amine ）拼写而得，因为他当时发现维生素中含有氮，认为很可能属于胺类，并推测自然界中存在维持生命与健康所需的胺（后来证明并非如此）。1920年，英国化学家杰克·德拉蒙德（Jack Drummond）提出既然不能证明是胺，则应将最后一个字母e 去掉以符合命名规范，而且后缀-in 正好可以指成分不明的中性物质。从此Vitamin 一词一直沿用下来。
在中文，曾经翻为威达敏（陈宰均译）、维生素（高似兰译）、生活素及维他命（音译）。维生素有“维持生命的营养素”的意思；而维他命被人解释为“唯有它才可以保命”。當維生素缺乏時，會出現缺乏症候群，一旦補充該維生素則可解除。一般維生素的需要量皆甚少，多吃無益。當過量攝入，則有中毒的疑慮，尤其是脂溶性維生素。

## 必需维生素定義
维生素的定义中要求维生素满足四个特点才可以称之为必需维生素。
- 外源性：動物体自身不可合成或合成量不足以生理所需（维生素D人体只能經紫外線照射可以合成，但是由于较重要，仍被作为必需维生素），不過能通过食物补充。
- 微量性：動物体所需量很少，但是可以发挥巨大作用，通常在體內扮演輔酶及輔因子的角色。
- 调节性：维生素必需能够调节人体新陈代谢或能量转变。
- 特异性：缺乏了某种维生素后，動物将呈现特有的病态。

不同動物對各種維生素需要及合成能力各有不同，例：
1. 維生素C在多數哺乳類動物皆可自行合成滿足身體所需，但在人類及天竺鼠則缺乏相關酶系合成，只能由膳食中提供。
2. 貓科動物無法自行合成牛磺酸，對貓而言牛磺酸為必需维生素。
3. 反芻動物雖無法合成維生素B群，但通過瘤胃微生物的幫忙，可以得到維持生理所需維生素。

## 历史
由于维生素对人类生命活动的重要作用，人类很早就意识到它的存在。
1747年英國海军军医詹姆斯·林德总结以前的经验，提出了用柠檬预防坏血病的方法。
1912年，波兰化学家卡西米尔·冯克从米糠中提取出一种能够治疗脚气病的白色物质，由于当时尚不知其化学本质，只知道是维持生命所必须的一种胺类（amine）。因此他提出了抗脚气病、抗坏血病、抗癞皮病、抗佝偻病的四种物质，称其为“生命胺（Vitamine）”。以后陆续发现很多种维持生命所必须的物质，但他们并不是胺类，因而将其最后一个字母“e”取消，称之为Vitamin，这是第一次对维生素命名。
随着分析科学和医学技术的进步，越来越多的维生素被發现，人们开始用字母来区别不同的维生素，出现了维生素A、维生素B1等名称（在汉语中，曾经使用维生素甲、维生素乙这样的说法，但现在已经基本不再使用）。

## 人类所需维生素
维生素可分为水溶性及脂溶性。“水溶性维生素”易溶于水而不易溶于非极性有机溶剂，吸收后体内贮存很少，过量的多从尿中排出，且容易在烹調中遇熱破壞；“脂溶性维生素”易溶于非极性有机溶剂，而不易溶于水，可随脂肪为人体吸收并在体内储积，排泄率不高。每一种维生素通常会产生多种反应，因此大多数维生素都有多种功能。
人体一共需要13种维生素，其中包括4种脂溶性维生素（维生素A、D、E、K）和9种水溶性维生素（8种维生素B、维生素C等）。
| 通稱      | 等效名称                               | 溶解性 | 推荐饮食中摄取量 (男性，年龄19–70)                              | 营养缺乏病                                                                          | 最大摄取量 (UL/day) | 过量疾病                       |
| --------- | -------------------------------------- | ------ | --------------------------------------------------------------- | ----------------------------------------------------------------------------------- | ------------------- | ------------------------------ |
| 維生素A   | 視黃醇、視黃醛、類胡蘿蔔素、β-胡蘿蔔素 | 脂溶   | 600µg 女性建議500µg 第三孕期女性建議600µg 哺乳需求女性建議900µg | 夜盲症 乾眼症 保護身體上皮黏膜 視神經萎縮和角膜软化症                               | 3 mg                | 维生素A过多症                  |
| 維生素B1  | 硫胺素                                 | 水溶   | 1.2 mg                                                          | 腳氣病、神經炎、魏尼凱氏失語症                                                      | N/D                 | ?                              |
| 維生素B2  | 核黃素                                 | 水溶   | 1.3 mg                                                          | 口腔溃疡 皮炎 口角炎 角膜炎 舌炎、脂溢性皮炎、口腔炎等                              | N/D                 | ?                              |
| 維生素B3  | 烟酸、烟酰胺                           | 水溶   | 16.0 mg                                                         | 糙皮病 失眠、口腔潰瘍、癩皮病等                                                     | 35.0 mg             |                                |
| 維生素B5  | 泛酸                                   | 水溶   | 5.0 mg                                                          | 感覺異常、肌肉痙攣、過敏性濕疹                                                      | N/D                 | ?                              |
| 維生素B6  | 吡哆醇、吡哆醛、吡哆胺                 | 水溶   | 1.3-1.7 mg                                                      | 貧血                                                                                | 100 mg              | 肌肉運動知覺損傷、神經系統受損 |
| 維生素B7  | 生物素                                 | 水溶   | 30.0 µg                                                         | 皮膚炎、腸炎                                                                        | N/D                 | ?                              |
| 維生素B9  | 葉酸                                   | 水溶   | 400 µg                                                          | 妊娠期間缺乏維生素B9可導致出生缺陷，例如嬰兒神經管缺陷；惡性貧血                    | 1 mg                | （參考維生素B6的營養缺乏病）   |
| 維生素B12 | 鈷胺素、羥基鈷胺、甲基鈷胺             | 水溶   | 2.4 µg                                                          | 巨幼細胞性貧血 惡性貧血                                                             | N/D                 | ?                              |
| 維生素C   | 抗壞血酸                               | 水溶   | 90.0 mg                                                         | 壞血病                                                                              | 2 g                 | 維生素C攝入過量                |
| 維生素D   | 膽利鈣素                               | 脂溶   | 5.0 µg-10 µg                                                    | 佝僂病和骨質軟化病（佝僂病）                                                        | 50 µg               | 维生素D过多症                  |
| 维生素E   | 生育酚、三雙鍵生育酚                   | 脂溶   | 15.0 mg                                                         | 維生素E缺乏非常少見；然而，新生嬰兒缺乏此維生素會罹患溶血性貧血；不育症, 習慣性流產 | 1,000 mg            | ?                              |
| 維生素K   | 葉綠醌(維生素K1)、甲萘醌(維生素K2)     | 脂溶   | 120 µg                                                          | 出血傾向、凝血酶缺乏，不易止血                                                      | N/D                 | ?                              |

### 分类列表
| 分类   | 名称                  | 发现及别称 | 来源                                                                             | 功能                                                                   | 备注                                     |
| ------ | --------------------- | --- | -------------------------------------------------------------------------------- | ---------------------------------------------------------------------- | ---------------------------------------- |
| 脂溶性 | 视黄醇类 （维生素A）  | 由Elmer McCollum和M. Davis在1912年到1914年之间发现。并不是单一的化合物，而是一系列视黄醇的衍生物(视黄醇亦被译作维生素A醇、松香油)，别称抗干眼病维生素           | 鱼肝油、紅鳳菜、紅蘿蔔、地瓜葉、菠菜、秋葵、動物肝臟、麥麩、哈密瓜、水蜜桃、芒果 | 视紫红质的组成成分                                                     |                                          |
| 水溶性 | 硫胺 （维生素B1）     | 由卡西米尔·冯克在1912年发现（一说1911年）。在生物体内通常以硫胺焦磷酸盐（TPP）的形式存在。                                                                      | 肉類、酵母、肝脏、大豆、糙米、胚芽米、米糠、芝麻、腰果、燕麥                     | TPP参与α-酮转移，α-酮酸的脱羧和α-羟酮的形成与裂解                      |                                          |
| 水溶性 | 核黄素 （维生素B2）   | 由D. T. Smith和E. G. Hendrick在1926年发现。也被称为维生素G。 | 酵母菌、蔬菜、蛋类、牡蠣、牛奶、乳酪                                             | 形成黄素辅酶FMN和FAD再生化反应中传递氢和电子                           |                                          |
| 水溶性 | 烟酸 （维生素B3）     | 由Conrad Elvehjem在1937年发现。也被称为维生素P、维生素PP、菸鹼酸、尼古丁酸                                                                                      | 谷物、肝脏、米糠、蛋、牛奶、起士、乳酪                                           | 活性形式辅酶Ⅰ和辅酶Ⅱ传递氢和电子                                       |                                          |
| 水溶性 | 泛酸 （维生素B5）     | 由Roger Williams在1933年发现。亦称为遍多酸 | 酵母、谷物、肝脏、蔬菜                                                           | 参与辅酶A的形成                                                        |                                          |
| 水溶性 | 吡哆醇类 （维生素B6） | 由Paul Gyorgy在1934年发现。包括吡哆醇、吡哆醛及吡哆胺 | 酵母、牛肉、胚芽、蛋類、乳制品                                                   | 氨基酸转氨酶和脱羧酶的辅酶                                             |                                          |
| 水溶性 | 生物素 （维生素B7）   | 也被称为维生素H或辅酶R | 酵母菌、肝脏、全麥麵包                                                           | 羧化酶的辅酶                                                           | 生物素缺乏主要见于长期生食鸡蛋者         |
| 水溶性 | 叶酸 （维生素B9）     | 也被称为蝶酰谷氨酸、蝶酸單麩胺酸、维生素M或叶精 | 蔬菜、堅果類、豆類                                                               | 活性形式5,6,7,8-四氢叶酸（THF）是转移一碳单位的辅酶                    |                                          |
| 水溶性 | 钴胺素 （维生素B12）  | 由Karl Folkers和Alexander Todd在1948年发现。也被称为氰钴胺或辅酶B12                                                                                             | 肝脏、鱼類、肉類、蛋類                                                           | 参与若干酶催化的分子内重排反应，缺乏时可影响THF生成                    |                                          |
| 水溶性 | 胆碱                  | 由Maurice Gobley在1850年发现。维生素B族之一 | 肝脏、蛋黄、乳制品、大豆                                                         |                                                                        |                                          |
| 水溶性 | 肌醇                  | 环己六醇、维生素B-h | 心脏、肉类                                                                       |                                                                        |                                          |
| 水溶性 | 抗坏血酸 （维生素C）  | 由詹姆斯·林德在1747年发现。亦称为抗坏血酸 | 新鲜蔬菜、水果                                                                   | 起抗氧化剂作用。可促进胶原蛋白的羟基化                                 |                                          |
| 脂溶性 | 钙化醇 （维生素D）    | 由爱德华·梅兰比在1922年发现。亦称为骨化醇、抗佝偻病维生素，主要有维生素D2即麦角钙化醇和维生素D3即胆钙化醇。这是唯一一种人体可以少量合成的维生素。又稱陽光維生素 | 鱼肝油、蛋黄、乳制品、酵母菌                                                     | 促进钙和磷的重吸收                                                     | 维生素D3可以利用微量紫外线照射胆固醇合成 |
| 脂溶性 | 生育酚 （维生素E）    | 由Herbert Evans及Katherine Bishop在1922年发现。主要有α、β、γ、δ四种                                                                                             | 胚芽﹑蛋黃、植物油、堅果類、鱼类                                                 | 抗氧化剂保护其他物质；促进血红素生成、影响动物免疫和生殖功能、保护肝脏 |                                          |
| 脂溶性 | 萘醌类 （维生素K）    | 由Henrik Dam在1929年发现。是一系列萘醌的衍生物的统称，主要有天然的来自植物的维生素K1、来自动物的维生素K2以及人工合成的维生素K3和维生素K4。又被称为凝血维生素    | 菠菜、苜蓿、白菜、肝脏                                                           | 参与人体凝血过程                                                       | 维生素K2可以由肠道的大肠杆菌合成         |

### 维生素缺乏或过量
人体会储藏脂溶性维生素，所以摄入过量会积存在身体特别是肝脏中，有中毒危险。水溶性维生素会通过肾脏排泄，相对安全，但是也不可摄入过量，因为超量的维生素有可能在体内與其他生物化学發生反应。
通常从食物中正常摄取维生素不会存在过量的问题，但是食用过多维生素補充品就有可能发生危险。
一般人体所需维生素量较少，只要注意平衡膳食一般不会导致维生素缺乏。缺乏维生素不会直接致死，但是由于新陈代谢紊乱会导致很多病征引發相關病而亡：
- 维生素A ──夜盲症、干眼症、身體上皮黏膜異常、视神经萎缩等，還會引起皮肤干燥粗糙，抵抗力弱，頭髮乾旱，指甲易斷裂等癥狀，還容易造成抵抗力弱，易生病；
- 维生素B1 ──神经炎、脚气病、魏尼凯氏失语症等，還可引起便秘、消化不良，注意力不集中、健忘，肌肉疼痛無力，情緒不穩定，食慾減退，容易疲倦等；
- 维生素B2 ──脂溢性皮炎、口腔炎，長青春痘，頭髮分叉斷裂，指甲斷裂，眼睛佈滿血絲等；
- 维生素B3 ──失眠、口腔溃疡、皮炎（dermatitis）、腹泻（diarrhea）、痴呆（depression）（由于此三系统症状英文名词的开头字母均为“D”字，故又称为癞皮病“3D”症状），皮膚炎、紅疹、脫皮，食慾差、腹瀉，精神緊張、躁動不安，易疲倦，皮膚粗糙易產生皺紋等；
- 维生素B5 ──憂鬱、焦慮，肌肉容易抽筋，失眠、容易疲倦，頭髮容易枯黃斷裂，食慾不振、消化不良、十二指腸潰瘍，手腳末梢有刺麻感等；
- 维生素B6 ──肌肉痉挛、过敏性湿疹，暴躁易怒，經前癥候群，皮膚炎，情緒不穩定，貧血等；
- 维生素B7 ──毛发变细、失去光泽、皮肤干燥、鳞片状皮炎、红色皮疹、食欲减退、恶心、呕吐、舌乳头萎缩、黏膜变灰、麻木；
- 维生素B9 ──恶性贫血；胎兒產生先天性缺陷，虛弱無力，失眠
- 维生素B12──恶性贫血，記憶力減退，月經不調，肌肉無力，胃腸障礙，食慾不振、體重減輕；
- 维生素C ──坏血病；
- 维生素D ──软骨病（佝偻病）；
- 维生素E ──溶血性貧血、不育症、习惯性流产等；
- 维生素K ──凝血酶原缺乏，肝内合成第Ⅶ因子减少，不易止血，胃腸不適，嚴重腹瀉等。

## 非维生素
在维生素的发现过程中，有些化合物被误认为是维生素，但是并不满足维生素的定义，还有些化合物因为商业利益而被故意错误地命名为维生素：
- 维生素B族中有一些化合物曾经被认为是维生素，如维生素B4（腺嘌呤）等。
- 维生素F——最初是用于表示人体必需而又不能自身合成的必需脂肪酸，因为脂肪酸的英文名称（Fatty Acid）以F开头。但是因为它其实是构成脂肪的主要成分，而脂肪在生物体内也是一种能量来源，并组成细胞，所以维生素F在正式的介紹上不稱為維生素。
- 维生素K——氯胺酮作为镇静剂在某些娛樂性藥物（毒品）的成分中被标为维生素K，但是它并不是真正的维生素K，它被俗称为“K它命”。
- 维生素L——又称促乳维生素。1934年日本生物化学家中原和郎发现了一种促进大鼠乳汁分泌的物质，后发现该物质又可分为维生素L1( 邻氨基苯甲酸) 和L2( 腺嘌呤硫代甲基戊糖) 。L1非人体必需，L2为RNA代谢产物。
- 維生素P——芦丁，一種黃酮類化合物，在1930年代中期到1950年代早期被稱為維生素P
- 维生素Q——有些专家认为泛醌（辅酶Q10）应该被看作一种维生素，其实它可以通过人体自身少量合成。
- 维生素S——有些人建议将水杨酸（邻羟基苯甲酸）命名为维生素S（S是水杨酸Salicylic Acid的首字母）。
- 维生素T——在一些自然医学的资料中被用来指代从芝麻中提取的物质，它没有单一而固定的成分，因此不可能成为维生素。而且它的功能和效果也没有明确的判断。在某些场合，维生素T作为睾丸酮（Testosterone）的俚语称呼。
- 维生素U——某些制药企业使用维生素U来指代氯化甲硫氨基酸（Methylmethionine Sulfonium Chloride），这是一种抗溃疡剂，主要用于治疗胃溃疡和十二指肠溃疡，它并不是人体必需的营养素。
- 维生素V——这是对治疗陽痿的药物西地那非（Sildenafil Citrate，商品名：万艾可/威而鋼/Viagra）的口语称呼。

在实际生活中，维生素经常被泛指为补充人体所需维生素和微量元素或其他营养物质的药物或其他产品，如很多生产多维元素片的厂商都将自己的产品直接标为维生素。

## 动物所需的维生素
除了人类外，其他生物也需要微量的有机化合物来进行正常的新陈代谢。这些化合物对它们来说也是维生素，由于植物可以合成自身需要的有机物，所以一般仅讨论动物所需的维生素。
哺乳动物所需的维生素种类与人类比较相近。一个特例是抗坏血酸（维生素C），大多数哺乳动物都可以自身合成它，所以对它们来说，抗坏血酸就不是一种维生素。动物的亲缘关系越远，它们所需的维生素种类差别就越大。